# Willem II monument (Tilburg)

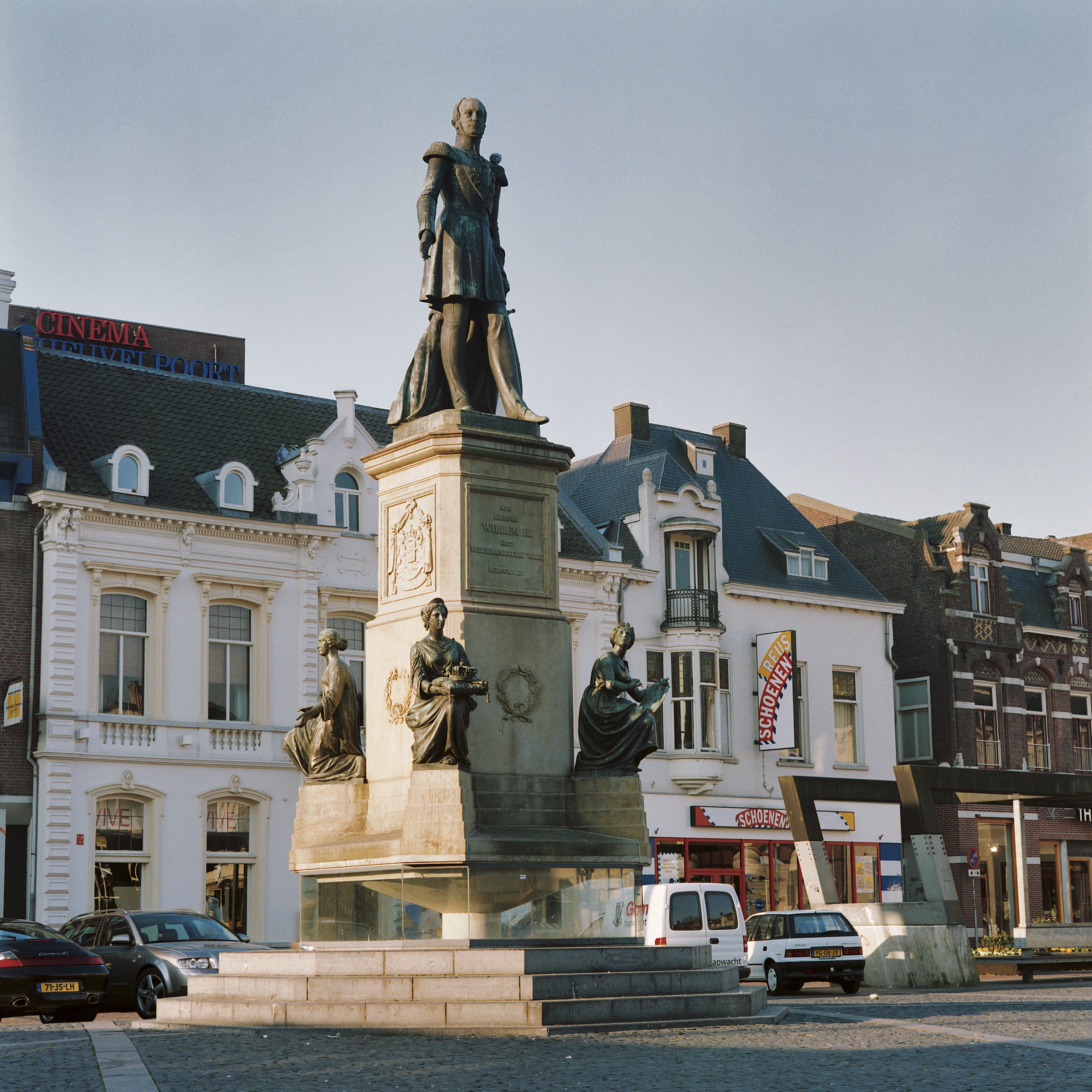
Willem II monument te Tilburg (2013)

Het Willem II monument op de Heuvel in Tilburg representeert koning Willem II der Nederlanden. Het werd in 1854 onthuld in Den Haag, maar in 1924 verkocht en overgebracht naar Tilburg, waar Willem een deel van zijn leven woonde.

## Achtergrond
Koning Willem II overleed in Tilburg op 17 maart 1849. Reeds een paar dagen later liet kunstschilder Jan Adam Kruseman weten dat het portret van Willem dat hij had gemaakt voor de Eerste Kamer zou worden tentoongesteld. Hij wilde de opbrengst gebruiken als "eerste bijdrage voor de oprigting van een nationaal gedenkteeken, eene dankbare hulde der Natie aan haren Koning Willem II, in een hem waardig standbeeld." Kort daarop wordt een commissie samengesteld, die werd belast met de oprichting van een beeld in de hofstad. Leden waren onder anderen Edmond Willem van Dam van Isselt, Reinhold Anthonie Klerck, Hans Willem van Aylva van Pallandt en Johannes op den Hooff. 
Nog voor de koning was begraven, verschenen er ingezonden brieven in de krant van mensen die het standbeeld liever in Tilburg opgericht zouden zien. In april 1849 werd een tweede comité opgericht, dat vond dat een beeld van de koning thuishoorde in de hoofdstad en zich beijverde voor oprichting van een ruiterstandbeeld in Amsterdam. In mei 1850 meldde de Amsterdamse commissie dat er te weinig inschrijvingen waren binnengekomen om een beeld te realiseren en het plan werd vervallen verklaard.
In april 1849 hield hoogleraar Visscher een lijkrede op koning Willem II, waarin hij pleitte voor de oprichting van een beeld van de koning "als handhaver der hoogeschool, als beschermer der godsdienst, der wetenschappen, kunsten, nijverheid en handel", dat zou moeten worden geplaatst in Utrecht. De beeldhouwer Edouard François Georges verklaarde zich bereid het gratis uit te voeren.
De Haagse commissie bracht in het najaar van 1849 haar plannen naar buiten voor een ontwerp van het beeld. Het zou een beeld moeten worden van een staande koning op een voetstuk, met op het voetstuk in reliëf verwijzingen naar 's konings wapenfeiten bij Quatre-Bras en Bautersum. Geïnteresseerde kunstenaars werd gevraagd een ontwerpbeeldje in te sturen. Er kwamen zeven reacties binnen, die geen van allen als voldoende werden beoordeeld. In maart 1850 liet de commissie weten dat de opdracht werd verstrekt aan beeldhouwer Georges. 
Georges' beeld werd gegoten in Parijs en per stoomschip naar Nederland overgebracht. In oktober 1853 werd het op de sokkel geplaatst op het Buitenhof. Pas op 23 maart 1854 werd het onthuld, in aanwezigheid van koning Willem III, zijn oom Frederik en zijn broer Hendrik. De beelden op de sokkel zijn van J. Germanus, de sokkel zelf is een ontwerp van Jean Cramer en het hek eromheen werd ontworpen door Pierre Cuypers. De medailles op de borst van koning Willem II zijn een ontwerp van de graveur Jean-Philippe Menger.
Om onduidelijke redenen werd rond 1920 in Den Haag een comité opgericht dat ijverde voor een nieuw beeld, een replica van het bronzen ruiterstandbeeld van de koning zoals dat op het Place Guillaume II stond in Luxemburg (Willem II was behalve koning van Nederland ook groothertog van Luxemburg). Het beeld dat in Den Haag stond werd door Den Haag aan Tilburg aangeboden en inderdaad verkocht. Op 26 september 1924 werd het op het Heuvelplein in Tilburg onthuld door koningin Wilhelmina. 
De vier vrouwenfiguren op de hoeken van de hardstenen sokkel zijn zogenaamde allegorieën. Ze stellen voor: het koningschap (met kroon en scepter), de wetgeving (met de wet in de linker- en een pen in de rechterhand), de schoonheid (houdt een lauwerkrans omhoog), en de welvaart (met een hoorn des overvloeds en geldstukken). Op het voetstuk staan onder andere de plaatsen vermeld waar Willem II als militair overwinningen heeft behaald, waaronder Quatre-Bras, Waterloo, Hasselt en Leuven.